# Ломонос фиолетовый
Ломонос фиолетовый, или ломонос виноградничковый, или клематис фиолетовый, или клематис лиловый (лат. Clematis viticella) — вид цветковых растений рода Ломонос (Clematis) семейства Лютиковые (Ranunculaceae).
В культуре с 1797 года. В России в культуре во многих местах от широты Санкт-Петербурга и до южных границ.

## Этимология
Русское название рода «ломонос» произошло от способности волосков плодов-семянок ломоноса восточного (Clematis orientalis) попадать в нос человека и вызывать неприятные ощущения. По другим источникам название рода связвно с неприятным запахом некоторых видов. 
Латинское научное название рода Clématis происходит от др.-греч. κληματίς, clēmatís — «вьющееся растение», что в свою очередь образовано от  др.-греч. κλήμα, klḗma — «веточка, росток, усик». В садоводстве (и в русском языке) закрепилась неверная форма ударения в научном названии рода — клема́тис.

## Ботаническое описание
Кустарниковая лиана длиной до 4 м. Стебель лазящий, тонкий, гранистый,  покрытый волосками, более густыми в основании листовых черешков.
Листья обыкновенно дваждыперистые, по 5—7 листочков; листочки яйцевидные или яйцевидно-ланцетные, длиной 1,5—5 см, тупые или заострённые, при основании округлые, от цельных до трёхлопастных, слегка кожистые, цельнокрайные или городчатые, голые или почти голые.
Цветки пазушные или верхушечные, на цветоножках длиной до 10 см, диаметром 3—5 см, синие, пурпурные, розово-пурпурные или фиолетовые. Чашелистики в числе четырёх, обратнояйцевидные, длиной до 3 см, шириной 2,8 см, снаружи по середине голые, с боков опушённые, с волнистым зубчатым краем. Тычиночные нити голые или в верхней части под пыльниками с несколькими волосками.
Семянки длиной 8 мм, шириной 8 мм, с боков сдавленные, опушённые, по краю с утолщённой каймой и голым шиловидным носиком длиной 3—4 мм. Вес одной тысячи семян около 24 г.
Цветение в июне — августе. Плодоношение в августе — сентябре.

## Распространение и экология
В природе ареал вида охватывает Грузию, Южную Европу, Малую Азию и Иран.
Произрастает по скалистым склонам, в кустарниках и вдоль изгородей.

## Классификация

### Таксономия
Вид Ломонос фиолетовый входит в род Ломонос (Clematis) трибы Anemoneae подсемейства Лютиковые (Ranunculoideae) семейства Лютиковые (Ranunculaceae) порядка Лютикоцветные (Ranunculales).
|  |                       |  |                                          |                                          |                        |  | ещё 4 подсемейства (согласно Системе APG II) | ещё 4 подсемейства (согласно Системе APG II) |                                      |  |  |  | ещё 6 родов       | ещё 6 родов            |  |  |
|  |                       |  |                                          |                                          |                        |  | ещё 4 подсемейства (согласно Системе APG II) | ещё 4 подсемейства (согласно Системе APG II) |                                      |  |  |  | ещё 6 родов       | ещё 6 родов            |  |  |
|  |                       |  |                                          | семейство Лютиковые                      |                        |  |                                              |                                              | триба Anemoneae                      |  |  |  |                   | вид Ломонос фиолетовый |  |  |
|  |                       |  |                                          | семейство Лютиковые                      |                        |  |                                              |                                              | триба Anemoneae                      |  |  |  |                   | вид Ломонос фиолетовый |  |  |
|  | порядок Лютикоцветные |  |                                          |                                          | подсемейство Лютиковые |  |                                              |                                              | род Ломонос                          |  |  |  |                   |                        |  |  |
|  | порядок Лютикоцветные |  |                                          |                                          |                        |  |                                              |                                              |                                      |  |  |  |                   |                        |  |  |
|  |                       |  | ещё 9 семейств (согласно Системе APG II) | ещё 9 семейств (согласно Системе APG II) |                        |  |                                              | ещё 8 триб (согласно Системе APG II)         | ещё 8 триб (согласно Системе APG II) |  |  |  | ещё 230—250 видов |                        |  |  |
|  |                       |  |                                          | ещё 9 семейств (согласно Системе APG II) |                        |  |                                              |                                              | ещё 8 триб (согласно Системе APG II) |  |  |  |                   |                        |  |  |

### Представители
В рамках вида выделяют несколько форм:
- Clematis viticella f. albiflora Ktze. — цветки белые;
- Clematis viticella f. coerulea Loud. — цветки сине-фиолетовые;
- Clematis viticella f. kermesina Lem. — цветки ярко-винно-красные;
- Clematis viticella f. multiplex G.Don — цветки двойные, тёмно-фиолетовые;
- Clematis viticella f. nana Carr. — карликовая лиана высотой до 1 м, обильно цветущая в середине лета;
- Clematis viticella f. purpurea Loud. — цветки красно-пурпуровые.